# Liga Blanca
La Liga Blanca, también conocida como la Liga del Hombre Blanco, fue una organización terrorista paramilitar supremacista blanca fundada en el sur de los Estados Unidos en 1874 para intimidar a los libertos (antiguos esclavos negros liberados) e impedirles votar y evitar la organización de actividades políticas del Partido Republicano, al tiempo que contaba con el apoyo de elementos regionales del Partido Demócrata. Su primera unidad se formó en la parroquia de Grant, Luisiana, y demás parroquias vecinas y estaba compuesta por muchos de los veteranos confederados que habían participado en la masacre de Colfax en abril de 1873. Pronto se fundaron unidades en Nueva Orleans y otras zonas del estado.

## Historia

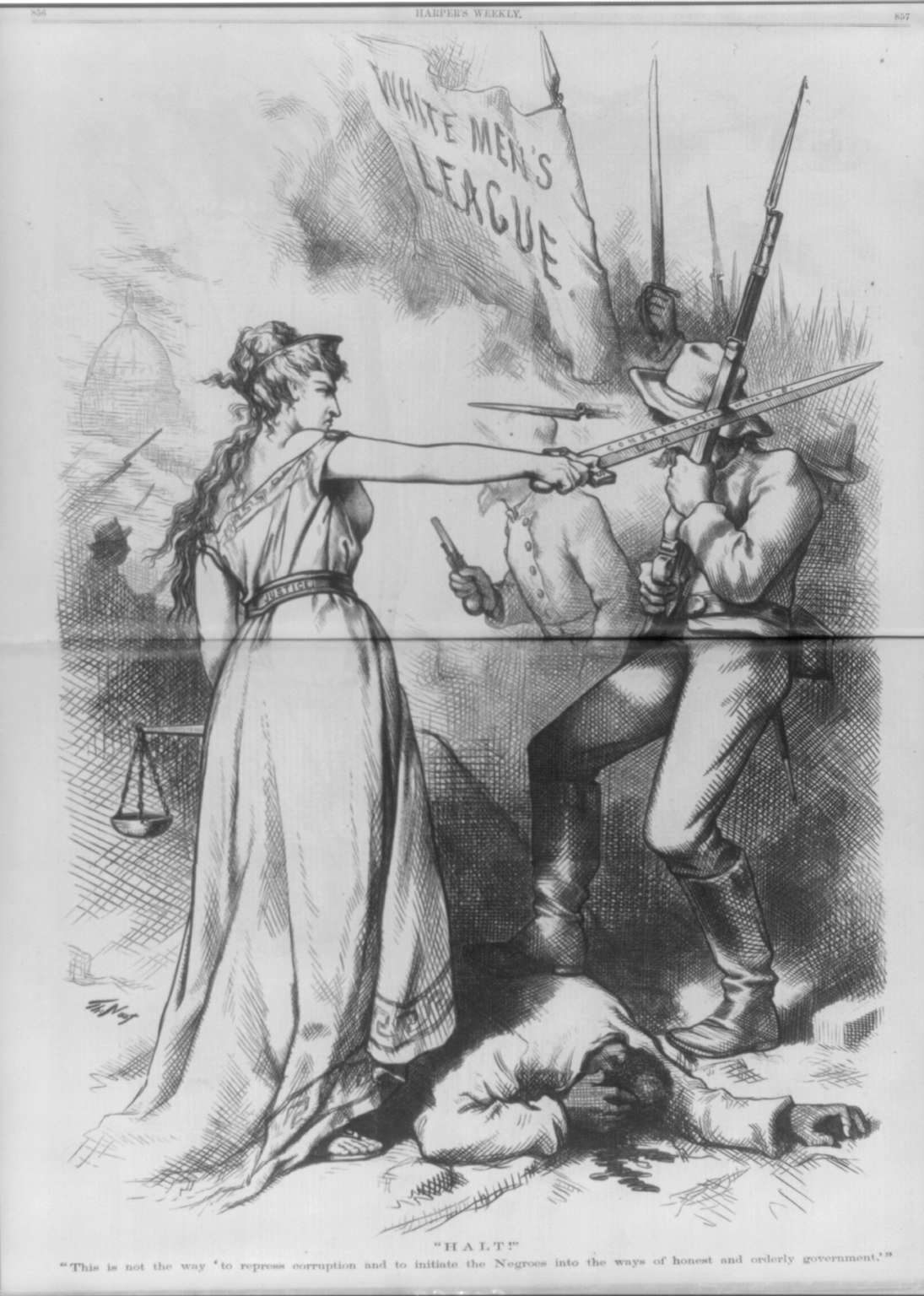
Columbia empuñando una espada en una caricatura de Thomas Nast de 1874, protegiendo a un hombre negro herido de ser golpeado por una turba de miembros de la Liga Blanca.

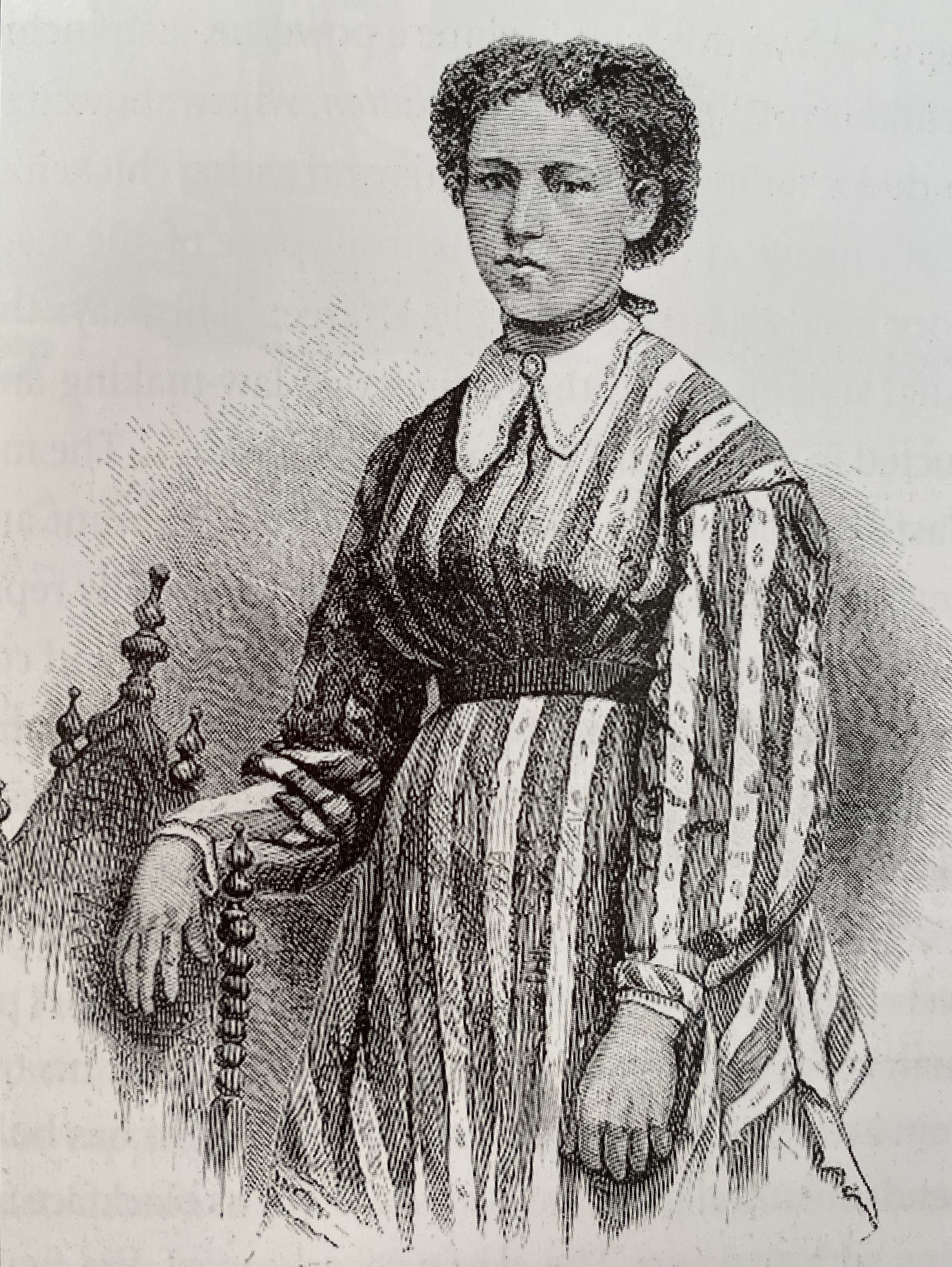
Julie Hayden, una maestra de escuela de Tennessee de 17 años que fue asesinada por la Liga Blanca en 1874.

Aunque a veces se los vinculaba con los grupos de vigilantes secretos Ku Klux Klan y los Caballeros de la Camelia Blanca, la Liga Blanca y otros grupos paramilitares de finales de la década de 1870 funcionaban de manera muy diferente. Operaban de forma abierta, solicitaban cobertura de los periódicos y las identidades de los hombres eran generalmente públicas. Algunos grupos paramilitares similares fueron derivadas de las Camisas Rojas, que nacieron en Mississippi en 1875 y estaban activos también en Carolina del Norte y del Sur. Su objetivo político explícito era derrocar al gobierno de Reconstrucción y para lograrlo se dedicaron a  intimidar y destituír a candidatos y funcionarios republicanos norteños afroamericano. Compuestos por veteranos confederados bien armados, trabajaron para derrocar a los republicanos, perturbar su organización política y usar la fuerza para intimidar y aterrorizar a los libertos negros para evitar que acudieran a las urnas. Los patrocinadores de la Liga ayudaron a financiar la compra de armas modernas como rifles Winchester, revólveres Colt y pistolas de aguja prusianas.
La primera unidad de la Liga Blanca, fundada en 1874, estaba compuesta por miembros de la fuerza de Cristóbal Colón Nash, en su mayoría veteranos del Ejército Confederado que habían perpetrado la Masacre de Colfax. La organización expresó su intención de defender una «civilización hereditaria y un cristianismo amenazado por una estúpida africanización».
En 1874, miembros de la Liga Blanca asesinaron a Julie Hayden, una joven negra de 17 años que trabajaba como maestra en Hartsville, Tennessee.
En su discurso del Estado de la Unión en diciembre de 1874, el presidente Ulysses S. Grant expresó su desdén por las actividades de la Liga Blanca, condenándolas por su carácter violento y racista y por violar los derechos civiles de los libertos negros:

"Lamento decir que con las preparaciones para las elecciones tardías, aparecieron decididas indicaciones en algunas localidades de los Estados Sureños de una determinación, por actos de violencia e intimidación, para privar a los ciudadanos de la libertad de la urna por sus opiniones políticas. Aparecieron bandas de hombres, enmascarados y armados; se formaron Ligas Blancas y otras sociedades; se importaron y distribuyeron grandes cantidades de armas y munición a estas organizaciones; se llevaron a cabo, con demostraciones amenazantes, ejercicios militares, y con todos estos asesinatos pudieron esparcir el terror entre aquellos cuya actividad política pretendían suprimir, si fuere posible, con estos procedimientos intolerantes y criminales."      
— Ulysses S. Grant, Discurso del Estado de la Unión, 7 de diciembre, 1874.
La masacre de Coushatta ocurrió en otra parroquia de Red River: la Liga Blanca local obligó a seis funcionarios republicanos a renunciar y prometer que abandonarían Louisiana. La Liga los asesinó antes de que abandonaran la parroquia, junto con entre cinco y veinte libertos (las fuentes difieren) que fueron testigos. Por lo general, en zonas remotas, los actos violentos, incluídos asesinatos, de la Liga Blanca siempre superaban a la oposición. Eran veteranos confederados, experimentados y bien armados.
Más tarde, en 1874, la Policía Metropolitana de Nueva Orleans, establecida como milicia estatal por el gobernador republicano, intentó interceptar un envío de armas que se dirigía a la Liga, la cual había entrado en la ciudad para intentar tomar el control del gobierno estatal, después de las disputadas elecciones para gobernador del estado de Louisiana de 1872. En la posterior Batalla de Liberty Place, el 14 de septiembre de 1874, 5.000 miembros de la Liga Blanca derrotaron a 3.500 policías y milicianos estatales para expulsar al gobernador republicano William Pitt Kellogg para sustituírlo por el demócrata John McEnery. Kellogg se negó y la Liga Blanca libró una breve batalla que dejó 100 bajas. Se hicieron con el control de la Casa del Estado, el Ayuntamiento y el arsenal durante tres días, retirándose justo antes de que llegaran las tropas y los barcos federales para asistir al gobierno de Kellogg, quien había solicitado ayuda al presidente estadounidense Ulysses S. Grant; una vez que llegaron las tropas, fue restituido en su cargo.
Grant envió tropas adicionales el mes siguiente, en otro esfuerzo por intentar pacificar el valle del Río Rojo en el norte de Luisiana, el cual había estado plagado de violencia racista, incluidas las masacres de Colfax en 1873 y Coushatta en 1874. La Liga Blanca tuvo éxito: los votos a los republicanos disminuyeron y los demócratas recuperaron el control de la legislatura estatal en 1876.

## Legado
En 1891 se construyó en Nueva Orleans un monumento a la Batalla de Liberty Place. El monumento inicialmente conmemoraba dicha batalla, también conocida como la Batalla de Canal Street; un golpe de estado y motín fallido liderado por terroristas pertenecientes a la Liga Blanca en septiembre de 1874. En diciembre de 2016, el ayuntamiento votó a favor de la retirada del monumento, la cual fue confirmada por un tribunal federal de apelaciones en marzo de 2017.

## Citas
1. ↑  Nast, Thomas (27 July 1874). «The Union as it was: The lost cause, worse than slavery» – vía catalog.loc.gov Library Catalog.
2. ↑  "Halt!" "This is not the way 'to repress corruption and to initiate the Negroes into the ways of honest and orderly government.'". 1874.
3. 1 2 3  «Louisiana and the Rule of Terror». The Elevator 10 (26). October 10, 1874. Consultado el August 1, 2015.
4. 1 2  Nicholas Lemann, Redemption: The Last Battle of the Civil War, New York: Farrar, Straus & Giroux, 2007, pp.70–76
5. ↑  Lemann, Nicholas B. (5 de septiembre de 2006). Redemption: The Last Battle of the Civil War. Farrar, Straus and Giroux. pp. pp.70-77. ISBN 0374248559.
6. ↑  Reed, Adolf Jr. (June 1993). «The battle of Liberty Monument – New Orleans, Louisiana white supremacist statue». The Progressive. Archivado desde el original el 8 July 2012. Consultado el 18 de mayo de 2010.
7. 1 2  «Ulysses S. Grant's Sixth State of the Union Address - Wikisource, the free online library». en.wikisource.org (en inglés). Consultado el 5 de agosto de 2025.
8. ↑  Reed, Adolf Jr. (Junio 1993). «The battle of Liberty Monument - New Orleans, Louisiana white supremacist statue». The Progressive.
9. ↑  Hogue, James K. (27 de junio de 2006). The 1873 Battle of Colfax: Paramilitarism and Counterrevolution in Louisiana.
10. ↑  Chadwick, Gordon. «The Creation of the Battle of Liberty Place Monument». New Orleans Historical (en inglés). Consultado el 5 de agosto de 2025.
11. 1 2  Lemann, Nicholas B. (5 de septiembre de 2006). Redemption: The Last Battle of the Civil War. Farrar, Straus and Giroux. pp. pp.70-77. ISBN 0374248559.
12. ↑  Chappell, Bill (7 de marzo de 2017). «New Orleans Can Remove Confederate Statues, Federal Appeals Court Says». NPR (en inglés). Consultado el 5 de agosto de 2025.